# Kongens Allé
Kongens Allé er en del af hovedvej 170 mellem Kolding og Christiansfeld; den rute Christian X red ad, da han tog imod det genforenede Sønderjylland. Vejen løber blandt andet forbi Genforenings- og Grænsemuseet og Den gamle Grænsekro.
Vejen var oprindeligt en allé, men træerne blev fældet i forbindelse med udvidelse af vejen.
Alléen består af i alt 285 lindetræer. Hvert træ repræsenterer en af de daværende kommuner eller daværende amter og er plantet i jord fra den pågældende kommune eller amt. 
Alléen var en folkegave til Kronprins Frederik og Kronprinsesse Mary i anledning af deres bryllup, og den blev indviet 4. maj 2004. Folkegaven blev til på initiativ af organisationen Plant-et-træ.